# Finlay-Russel Park
Der Finlay-Russel Park ist ein 1092,14 km² großer Provinzpark im nördlichen Landesinneren der kanadischen Provinz British Columbia, im Peace River Regional District. Zusammen mit der Finlay-Russel Protected Area umfasst der Park 1227,71 km². Die zwei Parzellen der Protected Area befinden sich im Norden und Süden vom Finlay-Russel Park.
Der Park schützt wichtige Lebensräume entlang des Finlay Rivers für die Stierforelle, Regenbogenforelle und arktische Äsche sowie für Karibus, Elche, Schafe und Ziegen. Daneben umfasst der Park einen Abschnitt des First Nation Trail von Kwadacha nach Caribou Hide.

## Geschichte
Er wurde am 11. April 2001 im Rahmen des Mackenzie Land and Resource Management Plan als Schutzgebiet ausgewiesen und ist einer der jüngeren der Provincial Parks in British Columbia.